# Сезімбра
Сезі́мбра (порт. Sesimbra; МФА: [sɨ.ˈzĩ.bɾɐ], Сизі́нбра) — муніципалітет і містечко в Португалії, в окрузі Сетубал. Розташований у західній частині країни, на березі Атлантичного океану, на теренах історичної португальської провінції Ештремадура. Належить до Сетубальської діоцезії Католицької церкви в Португалії. Права міського самоврядування має з 1201 року. Поділяється на 3 парафії. За адміністративним поділом, чинним до 1976 року, був складовою провінції Ештремадура. Площа муніципалітету — 195,47 км², населення муніципалітету — 49500 ос. (2011); густота населення — 253,24 осіб/км²
. Патрон — Діва Марія. Святковий день муніципалітету — 4 травня. Поштовий індекс — 2970.  Код місцевої адміністративної одиниці — 1511. Складова статистичного регіону Лісабон.

## Назва
- Сезі́мбра (порт. Sesimbra, стара орфографія: порт. Cezimbra) — сучасна португальська назва.

## Географія
Сезімбра розташована на заході Португалії, на заході округу Сетубал.
Сезімбра межує на півночі з муніципалітетами Алмада і Сейшал, на північному сході — з муніципалітетом Баррейру, на сході — з муніципалітетом Сетубал. На півдні та заході омивається водами Атлантичного океану.

## Історія
1201 року португальський король Саншу I надав Сезімбрі форал, яким визнав за поселенням статус містечка та муніципальні самоврядні права.

## Населення
| Кількість мешканців | Кількість мешканців | Кількість мешканців | Кількість мешканців | Кількість мешканців | Кількість мешканців | Кількість мешканців | Кількість мешканців | Кількість мешканців | Кількість мешканців | Кількість мешканців | Кількість мешканців | Кількість мешканців | Кількість мешканців | Кількість мешканців |
| ------------------- | ------------------- | ------------------- | ------------------- | ------------------- | ------------------- | ------------------- | ------------------- | ------------------- | ------------------- | ------------------- | ------------------- | ------------------- | ------------------- | ------------------- |
| 1864                | 1878                | 1890                | 1900                | 1911                | 1920                | 1930                | 1940                | 1950                | 1960                | 1970                | 1981                | 1991                | 2001                | 2011                |
| 5 749               | 6 801               | 8 340               | 9 047               | 10 620              | 11 472              | 13 276              | 13 282              | 14 947              | 16 837              | 16 650              | 23 103              | 27 246              | 37 567              | 49 500              |